# Музей истории СО РАН
Музей истории СО РАН — научно-исследовательское подразделение Института истории СО РАН(до 2018 года) и культурно-просветительский центр Новосибирска.

## История
Создан 1 апреля 1991 года. Идея о создании музея была высказана ещё самим основателем Академгородка М. А. Лаврентьевым в 1976 году.
C 1991 по 2012 гг. деятельность Музея СО РАН проходила в мемориальном доме основателя Новосибирского Академгородка академика М. А. Лаврентьева (ул. Золотодолинская, 77). Это здание было построено в 1962—1963 годах как жилой коттедж М. А. Лаврентьева по личному указанию Председателя Совета Министров СССР Н. С. Хрущёва. М. А. Лаврентьев с супругой прожили в этом здании около 5 месяцев, после чего здание использовалось для представительских целей.
Экспозиция музея создавалась в 1989—1991 годах под научным руководством академика А. П. Деревянко и доктора исторических наук Р. С. Васильевского сотрудниками СО РАН: к.т. н. Н. А. Притвиц, д.и.н. С. А. Красильниковым, О. В. Подойнициной, М. В. Калининым и другими, а также ленинградскими специалистами музейного дела к.и.н. А. Д. Марголисом и художником-дизайнером В. П. Наливайко. В экспозиции использованы фотографии Р. И. Ахмерова, В. Т. Новикова, А. Н. Полякова.
В настоящее время здание по ул. Золотодолинской закрыто на капитальный ремонт, экспозиция музея демонтирована, экспонаты хранятся в Институте истории СО РАН.
29 мая 2018 года совместным решением руководства Института истории СО РАН и мэрии г. Новосибирска музей передан в ведение мэрии.

## Экспозиция

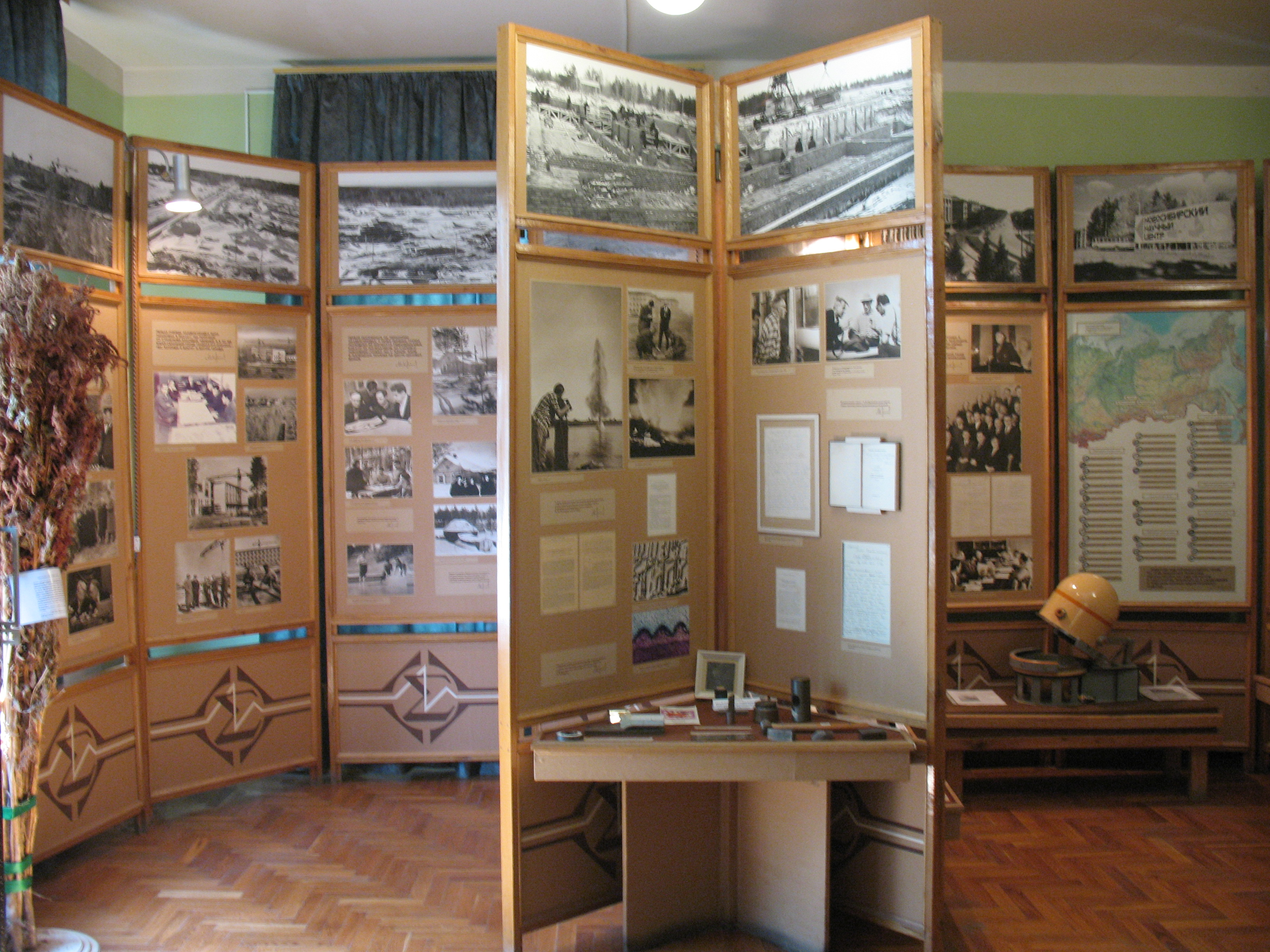
Фрагмент экспозиции

Постоянная экспозиция музея располагалась на первом этаже здания и включала 3 зала:
1. Зал, посвящённый жизни и работе академика М. А. Лаврентьева от рождения до 1957 года.
2. Зал, посвящённый созданию Сибирского отделения Академии наук СССР.
3. Зал, посвящённый признанию заслуг М. А. Лаврентьева в СССР и за рубежом.

На втором этаже проходили временные выставки и культурно-массовые мероприятия.